# 近鐵7000系電聯車
近鐵7000系電聯車（日语：／ Kintetsu 7000-kei densha）是近畿日本鐵道使用的通勤型電聯車，並在京阪奈線上進行運轉。7000系是近鐵為了配合於1986年開通的東大阪線（即現今的京阪奈線）而製造的電車。由於該線會直通運轉至大阪地下鐵的中央線，因此本型車採用直流電750V的第三軌供電進行運轉，成為當時日本所有大手私鐵中首度使用第三軌供電的電車。
本型車的車體採用碳鋼進行製造，並依照大阪地下鐵車輛的規格設計；車體寬度則是近鐵所有車輛中最寬的車型之一。車體以珍珠白作為塗裝，並搭配太陽橙與水藍色的條紋；而條紋上則印著近鐵的社紋「◎KINTETSU」。本型車於1986年獲得通商產業省（現經濟產業省）的優良設計獎，為日本第一款獲得優良設計獎的鐵路車輛；而7000系也在1987年榮獲日本鐵道友之會的桂冠獎。